# Taça de Portugal de Hóquei em Patins Feminino de 2013–14
A Taça de Portugal de Hóquei em Patins Feminino de 2013–14, foi a 22ª edição da Taça de Portugal, ganha pelo SL Benfica (1º título).

## Final
A final four foi disputada a 15 de Junho de 2014. Árbitros: Joaquim Carpelho (Setúbal) e João Paulo Romão (Lisboa)
|            | Resultado |                |
| ---------- | --------- | -------------- |
| SL Benfica | 8 – 2     | AD Sanjoanense |

## Meias-finais
As partidas foram disputadas a 14 de Junho de 2014. Árbitros: 1º Jogo Joaquim Carpelho (Setúbal) e Miguel Guilherme (Lisboa) 2º Jogo João Paulo Romão (Lisboa) e Luís Peixoto (Lisboa)
|                   | Resultado |                |
| ----------------- | --------- | -------------- |
| HC Mealhada       | 0 – 8     | AD Sanjoanense |
| Stuart HC Massamá | 1 – 4     | SL Benfica     |

## Quartos de final
As 3 primeiras partidas foram disputadas a 26 de Abril de 2014 é a última a 27 de Abril de 2014.
|                    | Resultado |                   |
| ------------------ | --------- | ----------------- |
| Ass. Acad. Coimbra | 0 – 4     | Stuart HC Massamá |
| CH Carvalhos       | 1 – 4     | AD Sanjoanense    |
| HC Turquel         | 3 – 6     | SL Benfica        |
| HC Mealhada        | 5 – 2     | FC Alverca        |

## 1ª Eliminatória
A 1ª e 4ª partidas foram disputadas a 1 de Fevereiro de 2014. A 2ª a 31 de Janeiro de 2014 a 3ª a 2 de Fevereiro de 2014 é a última a 22 de Janeiro de 2014. Isentos: Ass. Acad. Coimbra, HC Turquel e Stuart HC Massamá.
|                    | Resultado |                |
| ------------------ | --------- | -------------- |
| CH Carvalhos       | 5 – 0     | HC Paço de Rei |
| AF Arazede         | 1 – 7     | AD Sanjoanense |
| ACD Vila Boa Bispo | 0 – 6     | HC Mealhada    |
| HC Portimão        | 0 – 5     | SL Benfica     |
| AC Tojal           | 2 – 3     | FC Alverca     |